# Ruages
Ruages – miejscowość i gmina we Francji, w regionie Burgundia-Franche-Comté, w departamencie Nièvre.
Według danych na rok 1990 gminę zamieszkiwało 106 osób, a gęstość zaludnienia wynosiła 10 osób/km² (wśród 2044 gmin Burgundii Ruages plasuje się na 804. miejscu pod względem liczby ludności, natomiast pod względem powierzchni na miejscu 889.).